# 保羅·格萊斯
保羅·格萊斯（Herbert Paul Grice，1913年3月13日—1988年8月28日）著名英國哲學家，屬於分析哲學學派，著作以語言哲學為主。